# آرامگاه شهنشاه
مجموعه مقبره شهنشاه مربوط به دوره صفوی است و در شهرستان خرم‌آباد، روستای «گوشه شهنشاه» یا «شینشاه» واقع شده و این اثر در تاریخ ۱۶ شهریور ۱۳۷۶ با شمارهٔ ثبت ۱۹۲۰ به‌عنوان یکی از آثار ملی ایران به ثبت رسیده است.

## نگارخانه

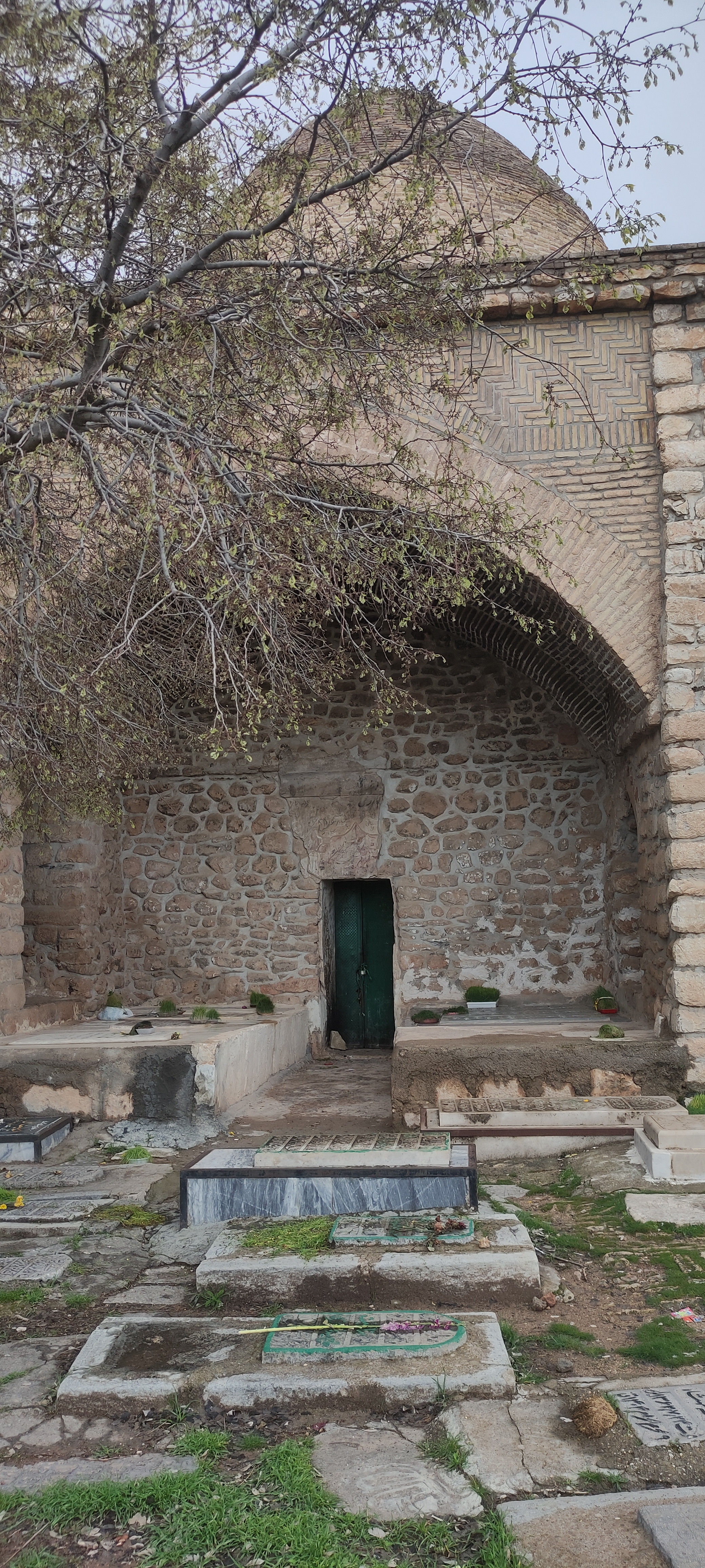
ورودی مقبره شاه شجاع الدین خورشید
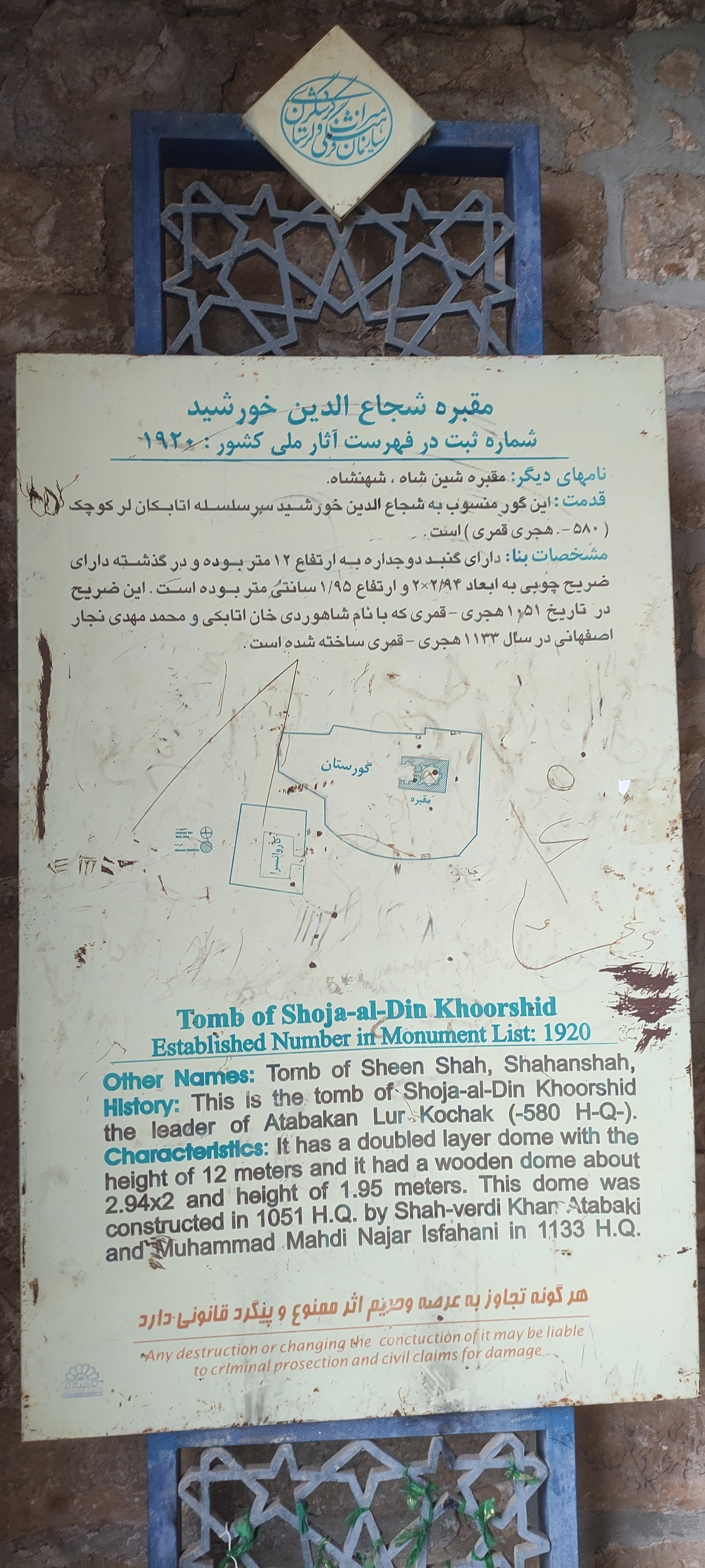
توضیحات میراث فرهنگی مقبره شجاع الدین خورشید
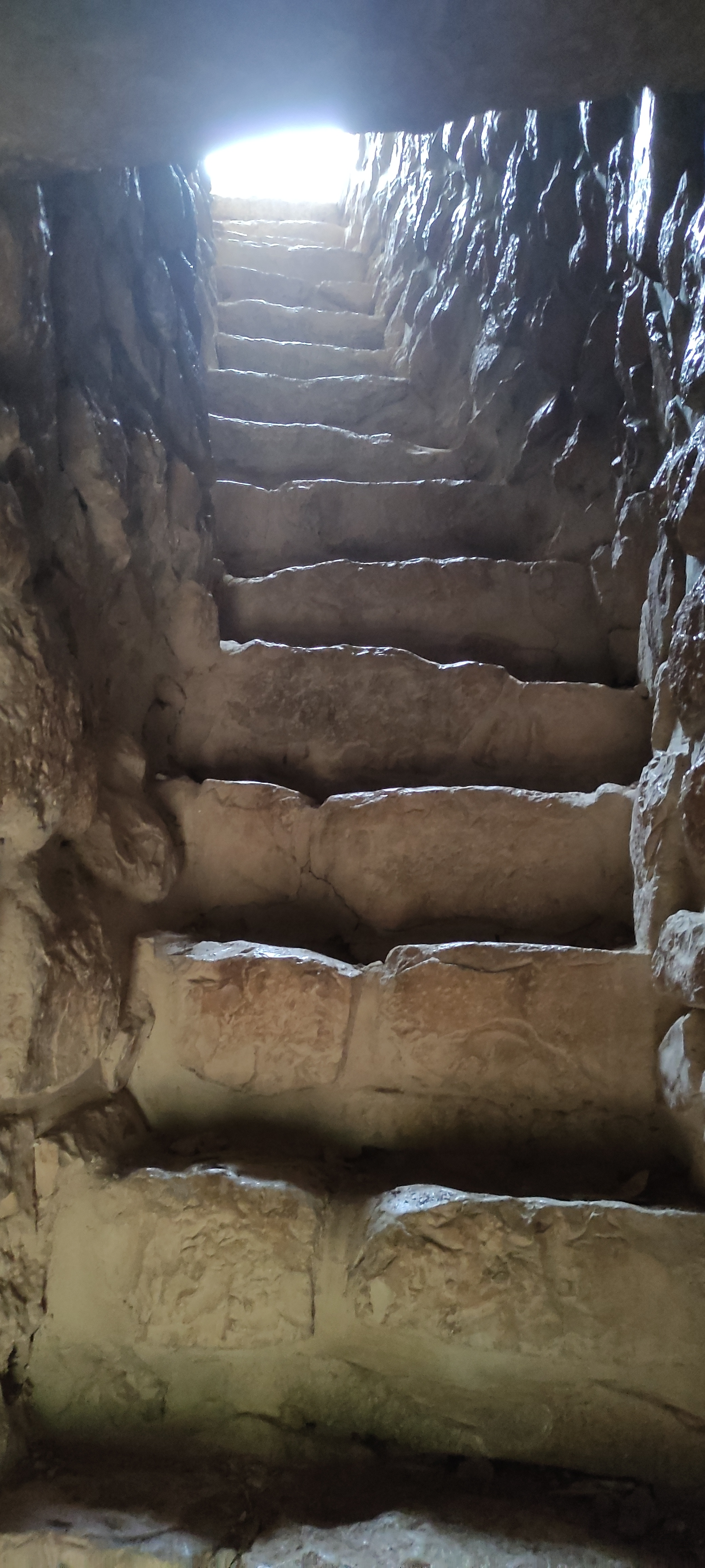
ورودی پشت بام آرامگاه شجاع الدین خورشید
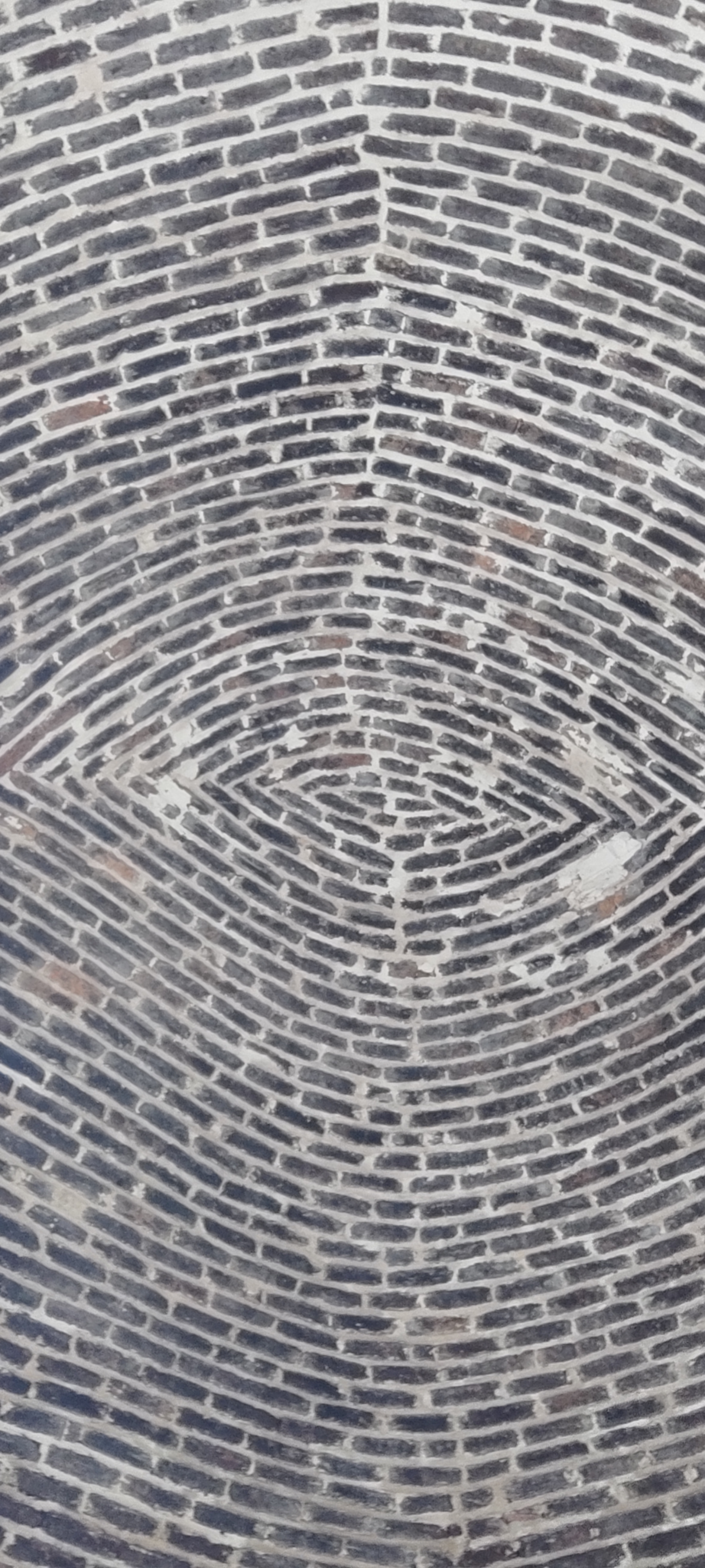
معماری طاق آرامگاه شجاع الدین خورشید
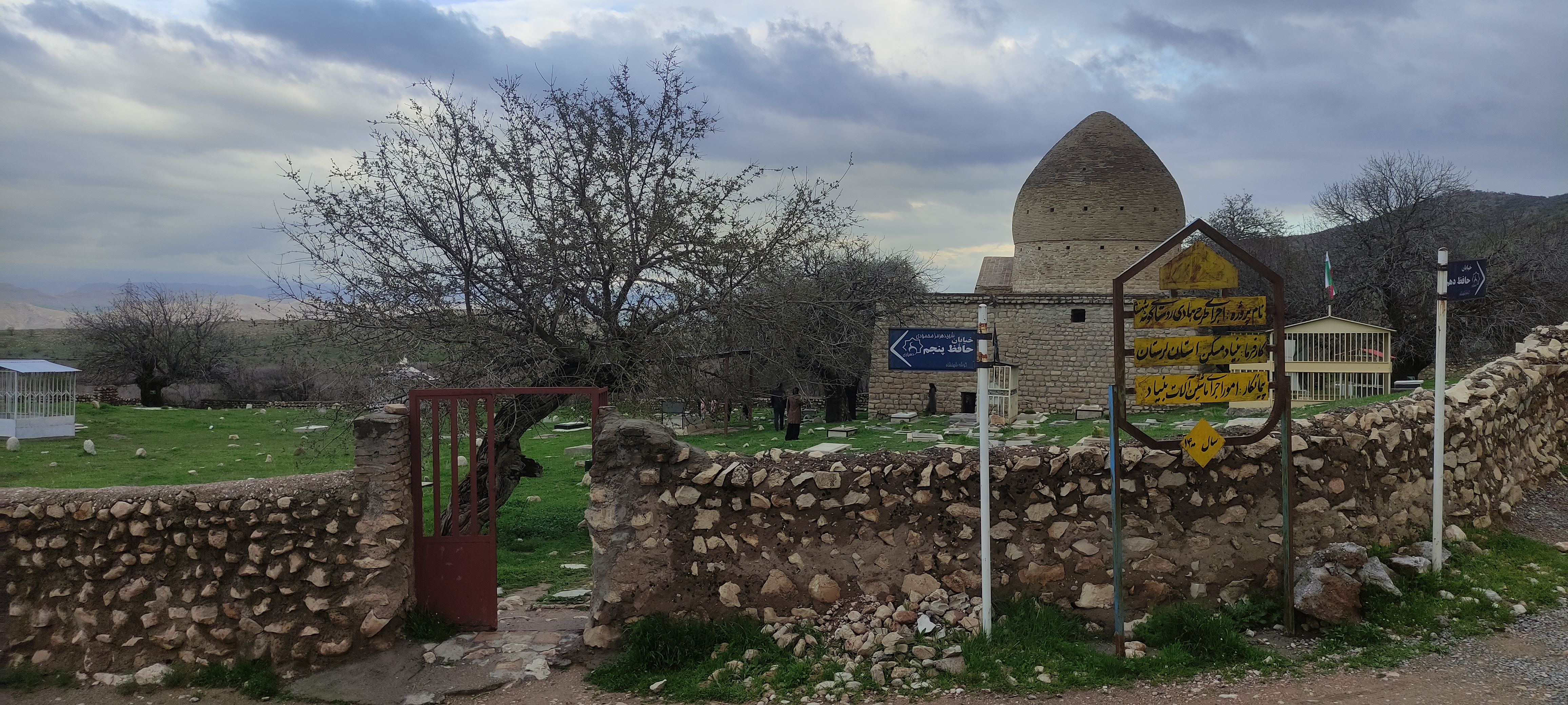
ورودی آرامگاه شهنشاه
پانوراما بام آرامگاه شجاع‌الدین خورشید